# Uranotaenia pulcherrima
Uranotaenia pulcherrima is een muggensoort uit de familie van de steekmuggen (Culicidae). De wetenschappelijke naam van de soort is voor het eerst geldig gepubliceerd in 1891 door Félix Lynch Arribálzaga. De soort werd verzameld in de Argentijnse provincie Buenos Aires. 